# Mega construcciones
Mega construcciones (en inglés: Extreme Engineering) es una serie televisiva documental emitida por Discovery Channel y The Science Channel. El programa se centra en los proyectos de arquitectura e ingeniería mundiales. El programa está presentado por Danny Forster desde la cuarta temporada.

## Orígenes del programa
Engineering the Impossible fue un programa especial de dos horas creado y escrito por Alan Lindgren y producido por Powderhouse Productions para Discovery Chanel. Se centraba en tres grandes proyectos, el puente de Gibraltar, Freedom Ship y la Torre Millenium. Este programa ganó el Festival internacional de Pekín Silver Award y fue el segundo programa de Discovery visto por las audiencias. Tras el éxito de aquel programa, Discovery ordenó a Powderhouse la producción de la primera temporada de Mega construcciones dividida en diez partes, todos los episodios fueron escritos por Alan Lindgren, Ed Fields y varios guionistas y productores de la productora. Al igual que en Engineering the Imposible, la primera temporada se centra en eventos futuros de la construcción. En la segunda temporada se empezó a realizar programas por el mundo.

## Temporadas

### Primera temporada
| Episodio                         | Estreno    | Proyecto                                                      | Estatus de producción | Actualmente     |
| -------------------------------- | ---------- | ------------------------------------------------------------- | --------------------- | --------------- |
| Rascacielos de Tokio             | 2003-04-13 | Sky City.                                                     | Propuesto             | Propuesto       |
| Subways In America               | 2003-04-15 | Acceso al East Side.                                          | Propuesto             | En construcción |
| Túnel Transatlántico             | 2003-04-16 | Túnel transatlántico.                                         | Propuesto             | Propuesto       |
| Ciudad pirámide                  | 2003-04-23 | Pirámide de Shimizu.                                          | Propuesto             | Propuesto       |
| Uniendo el Estrecho de Bering    | 2003-04-30 | Proyecto de Unión del Estrecho de Bering (Estrecho de Bering) | Propuesto             | Propuesto       |
| Túnel bajo Los Alpes             | 2003-05-07 | Túnel de base San Gotardo.                                    | En construcción       | En construcción |
| Aeropuerto de Hong Kong          | 2003-05-14 | Aeropuerto Internacional de Hong Kong.                        | Finalizada            | Finalizada      |
| Holanda, barreras contra el mar  | 2003-05-21 | Barreras Maeslantkering y Oosterscheldekering.                | Finalizada            | Finalizada      |
| La arteria subterránea de Boston | 2003-05-28 | Big Dig.                                                      | En construcción       | Finalizada      |
| El nuevo Canal de Panamá         | 2003-06-04 | Proyecto de expansión del Canal del Panamá.                   | En construcción       | Finalizada      |

### Segunda temporada
| Episodio                         | Estreno    | Proyecto                                | Estatus de producción | Actualmente     |
| -------------------------------- | ---------- | --------------------------------------- | --------------------- | --------------- |
| Residencia Sueca Turning Torso   | 2004-07-07 | Turning Torso.                          | En construcción       | Finalizada      |
| Compuertas de Venecia            | 2004-07-14 | Proyecto MOSE.                          | En construcción       | En construcción |
| Barcos de Carga                  | 2004-07-28 | A.P. Moller-Maersk Group.               | Finalizada            | Finalizada      |
| El puente de la Bahía de Oakland | 2004-08-04 | Mejoras en el Puente de Oakland.        | En construcción       | En construcción |
| Los túneles de Islandia          | 2004-09-01 | Proyecto hidroeléctrico de Kárahnjúkar. | Finalizada            | Finalizada      |
| Plataforma petrolifera           | 2004-09-25 | Plataforma Petrolifera Tarzan Class     | En construcción       | Finalizada      |
| El Puente Sobre El Río Cooper    | 2004-10-05 | Puente del río Cooper.                  | En construcción       | Finalizada      |
| El viaducto de Millau            | 2004-11-15 | Viaducto de Millau.                     | En construcción       | Finalizada      |
| Excavación                       | 2004-11-22 | Hull-Rust-Mahoning Open Pit Iron Mine.  | Finalizada            | Finalizada      |

### Tercera temporada
| Episodio                                      | Estreno        | Proyecto                                | Estatus de producción | Actualmente     |
| --------------------------------------------- | -------------- | --------------------------------------- | --------------------- | --------------- |
| Planta de licuefacción de gas natural Snøhvit | 2005-10-19     | Plataforma de Snøhvit / MV Blue Marlin. | Finalizada            | Finalizada      |
| La Presa Escollera de Cajón, México           | 2005-11-10     | Presa El Cajón.                         | En construcción       | Finalizada      |
| El Teleférico de Tung Chung                   | 2005-12-02 (?) | Ngong Ping 360.                         | En construcción       | Finalizada      |
| El puente Woodrow Wilson                      | 2005-12-09 (?) | Puente Woodrow Wilson.                  | En construcción       | Finalizada      |
| El túnel de San Gotardo                       | 2006-01-01     | Túnel de base San Gotardo.              | En construcción       | En construcción |
| Estación de Sky en el Desierto de Dubái       | 2006-01-21     | Ski Dubai.                              | En construcción       | Finalizada      |

### Cuarta temporada
| Episodio           | Estreno    | Proyecto                         | Estatus de producción | Actualmente     |
| ------------------ | ---------- | -------------------------------- | --------------------- | --------------- |
| SuperStadium       | 2006-02-19 | University of Phoenix Stadium.   | En construcción       | Finalizada      |
| MegaTunnel         | 2006-03-08 | Túnel SMART de Kuala Lumpur.     | En construcción       | Finalizada      |
| Biggest Warship    | 2006-05-31 | USS George H. W. Bush (CVN-77).  | En construcción       | Finalizada      |
| Sakhalin Oil & Ice | 2006-06-28 | Sakhalin-II.                     | En construcción       |                 |
| Big Easy Rebuild   | 2006-07-05 | Reconstrucción de Nueva Orleans. | En construcción       | En construcción |
| Space Tower        | 2006-07-12 | Torre Espacio.                   | En construcción       | Finalizada      |

### Quinta temporada
| Episodio                                                        | Estreno    | Proyecto                                                          | Estatus de producción | Actualmente     |
| --------------------------------------------------------------- | ---------- | ----------------------------------------------------------------- | --------------------- | --------------- |
| Estación South Ferry                                            | 2006-10-11 | Nueva Estación South Ferry del Metro de Nueva York.               | En construcción       | Finalizada      |
| Puente de la presa Hoover, Colorado EE. UU.                     | 2006-10-18 | Bypass Hoover Dam (puente memorial Mike O'Callaghan-Pat Tillman). | En construcción       | Finalizada      |
| Terminal de bajo costo de JetBlue, Aeropuerto JFK de Nueva York | 2006-10-25 | Remodelación de la Terminal 5 del Aeropuerto internacional JFK.   | En construcción       | Finalizada      |
| Puente Stonecutters, Hong Kong                                  | 2006-11-01 | Puente colgante de Hong Kong.                                     | En construcción       | Finalizada      |
| Academia de Ciencias de California                              | 2006-11-08 | Remodelación de la Academia de Ciencias de California.            | En construcción       | Finalizada      |
| Proyecto del túnel de la cordillera Hallandsas                  | 2006-11-15 | Túnel ferroviario de Hallandsås.                                  | En construcción       | En construcción |

### Sexta temporada
| Episodio                   | Estreno    | Proyecto                                                       | Status de producción | Actualmente |
| -------------------------- | ---------- | -------------------------------------------------------------- | -------------------- | ----------- |
| Coaster Build Off          | 2007-11-20 | Montañas rusas Griffon y Renegade.                             | En construcción      | Finalizada  |
| Battle Machines            | 2007-11-13 | Tanque M1 Abrams.                                              | Finalizada           | Finalizada  |
| World's Tallest Skyscraper | 2007-11-06 | Shanghai World Financial Center.                               | En construcción      | Finalizada  |
| Building a Destroyer       | 2007-10-16 | Arleigh Burke class destroyer.                                 | En construcción      | Finalizada  |
| Boot Camp                  | 2007-10-30 | Campo de entrenamiento de reclutas en Boston.                  | Finalizada           | Finalizada  |
| Fault Zone Tunnel          | 2007-10-23 | Transporte de agua para abastecer el sur de California.        | En construcción      | Finalizada  |
| Hurricane-Proof Homes      | 2007-08-28 | Building a heavy duty modular homes                            | Finalizada           | Finalizada  |
| Floating City              | 2007-09-04 | MS Independence of the Seas                                    | En construcción      | Finalizada  |
| Biggest Casino             | 2007-09-11 | Construction of hotel casino The Palazzo in Las Vegas          | En construcción      | Finalizada  |
| High Risk Tower            | 2007-09-18 | Building a Trump's Tower in Chicago                            | En construcción      | Finalizada  |
| Turbo-Charged Boats        | 2007-09-25 | Rebuilding and practice test of an offshore racing boat        | Finalizada           | Finalizada  |
| Mountain of Steel          | 2007-11-27 | Ciudad de la Cultura de Galicia.                               | En construcción      | Paralizada  |
| Deepest Tunnel             | 2007-10-10 | Construction of Marmaray underwater tunnel in Istanbul, Turkey | En construcción      | Finalizada  |
| Major League Stadium       | 2007-10-17 | Construcción de Nationals Park en Washington D. C.             | En construcción      | Finalizada  |

### Séptima temporada
| Episodio                | Estreno    | Proyecto                                                                                              | Estatus de producción | Actualmente     |
| ----------------------- | ---------- | --- | --------------------- | --------------- |
| Dallas Cowboys Stadium  | 2009-04-20 | Construcción del nuevo estadio de los Cowboys.                                                        | En construcción       | Finalizada      |
| CityCenter, Las Vegas   | 2009-04-21 | El complejo CityCenter en Las Vegas aspira cambiar la tierra desértica en una metrópolis continental. | En construcción       | Finalizada      |
| Hong Kong Bridge        | 2009-04-27 | Construcción del puente colgante Puente Stonecutters.                                                 | En construcción       | Finalizada      |
| Navy Amphibious Warship | 2009-05-04 | Buque anfibio LPD17.                                                                                  | Finalizada            | Finalizada      |
| Panama Canal            | 2009-05-11 | Proyecto de expansión de 5,25 billones.                                                               | En construcción       | En construcción |
| Peru Dam & Tunnel       | 2009-05-18 | Túnel Trasandino Olmos (Lambayeque).                                                                  | En construcción       | Finalizada      |
| Abu Dhabi               | 2009-06-01 | Urbanización costera Al Raha en Abu Dhabi.                                                            | En construcción       | En construcción |
| NASA                    | 2009-06-26 | Transición desde el Programa del transbordador espacial al Proyecto Constelación.                     | En construcción       | En construcción |

### Octava Temporada: 2010
| No. | Episodio                                                | Estreno    | Proyecto | Estatus de producción | Actualmente          |
| --- | ------------------------------------------------------- | ---------- | --- | --------------------- | -------------------- |
| 801 | Skypark de Singapur                                     | 2010-04-08 | Danny se encuentra en Singapur, donde se está construyendo el primer Skypark (Marina Bay Sands) del mundo encima de tres rascacielos. Este programa nos mostrará la impresionante maquinaria utilizada.                             | En construcción       | Finalizada           |
| 802 | Red eléctrica de Río De Janeiro                         | 2010-04-15 | Brasil está construyendo uno de los proyectos hidroeléctricos más grandes del mundo, perforando un túnel a través de siete montañas y construyendo dos embalses gigantescos.                                                        | En construcción       | En construcción      |
| 803 | Torres de Kuwait                                        | 2010-04-29 | En Kuwait se construye la estructura sinuosa más alta del mundo, la Torre Al Hamra. Recubierta de caliza, está coronada por un restaurante al aire libre.                                                                           | En construcción       | Finalizada           |
| 804 | Sistema de protección contra huracanes en Nueva Orleans | 2010-05-09 | En Nueva Orleans se está construyendo el sistema de protección contra huracanes más robusto del mundo, que incluye compuertas hidráulicas gigantescas y casas a prueba de huracanes.                                                | En construcción       | Finalizada           |
| 805 | Mina de oro en Sudáfrica                                | 2010-05-13 | Danny Forster visita el lugar más profundo de la Tierra: la mina de oro Mponeng en Sudáfrica. Todos los días se bate un nuevo récord de profundidad en esta mina peligrosísima.                                                     | En construcción       | En construcción      |
| 806 | Puente de la Bahía de San Francisco                     | 2010-05-20 | Danny Forster visita el proyecto de obras públicas más caro de la historia de California, el reforzamiento a prueba de terremotos del puente de la Bahía de San Francisco-Oakland.                                                  | En construcción       | Finalizada           |
| 807 | Estadio de Melbourne                                    | 2010-05-27 | Danny Forster viaja a Melbourne, Australia, donde se está construyendo uno de los estadios más innovadores del mundo, el cual se convertirá en un verdadero símbolo de la ciudad.                                                   | En construcción       | Finalizada           |
| 808 | Túnel Gotthard Base                                     | 2010-05-30 | Suiza ha destinado 18.000 millones de dólares a la construcción del túnel Gotthard Base, el más largo del mundo, que reducirá la duración de los viajes a través de los Alpes.                                                      | En construcción       | Tunnelling Completed |
| 809 | Mercado Central de Abu Dhabi                            | 2010-06-17 | El Mercado Central de Abu Dhabi será un complejo gigantesco con oficinas, parques, tiendas y hoteles que se construirán alrededor de la torre residencial más alta del mundo.                                                       | En construcción       | En construcción      |
| 810 | Port of Rotterdam                                       | 2010-07-01 | Danny Forster goes behind the scenes at the Port of Rotterdam, where crews are in the middle of the largest Earth-moving project in history - all to triple the port's capacity, and help it serve the biggest ships on the planet. | En construcción       | En construcción      |

### Novena Temporada: 2011
| No. | Episodio                             | Estreno    | Proyecto | Estatus de producción | Actualmente     |
| --- | ------------------------------------ | ---------- | --- | --------------------- | --------------- |
| 901 | Rebuilding New York City's Subway    | 2011-04-08 | Examining subway work under New York City, where crews are expanding the transit systems of Second Avenue Subway and East Side Access as part of a large public works project.                                                                                            | En construcción       | En construcción |
| 902 | Drought-Proofing Australia           | 2011-04-15 | After 13 years of record-breaking droughts Melbourne looks to secure its future with a $3.5 billion Wonthaggi desalination plant that will turn saltwater into freshwater. Danny joins crews as they build two undersea tunnels, 29 buildings and 52 miles of pipeline.   | En construcción       | Finalizada      |
| 903 | Azerbaijan's Amazing Transformation  | 2011-04-22 | After decades of Soviet occupation, Azerbaijan is reinventing itself. With a $6 billion a year renovation and over 500 new developments, Danny Forster goes behind the scenes of Baku's construction projects: the Flame Towers and Heydar Aliyev Cultural Center.        | En construcción       | En construcción |
| 904 | London's Olympic Aquatic Stadium     | 2011-04-29 | The London Aquatics Centre will host 44 swimming & diving events during the Summer Olympics London 2012 and live on as a new addition to the London landscape. Danny Forster goes with crews as they construct one of the most advanced swimming facilities ever built.   | En construcción       | Finalizada      |
| 905 | Constructing Serbia's Largest Bridge | 2011-06-18 | Danny Forster joins crews as they construct Serbia's newest national icon. The Sava River Bridge in Belgrade is the world's largest single pylon cable stayed bridge which improves a critical freight corridor connecting central Europe to the East.                    | En construcción       | Finalizada      |
| 906 | Amsterdam's Futuristic Floating City | 2011-06-25 | The Netherlands is running out of land. Nearly 70% of its land, which comprises half its population lies beneath sea level. Rather than fight back the sea, engineers are radically making it an ally, The new city of IJburg is to create real estate where none exists. | En construcción       | En construcción |
| 907 | Building Mumbai's Modern Airport     | 2011-07-02 | The $2 billion Mumbai Airport Expansion project is one of India's most ambitious undertakings ever. If they succeed, it could completely change the way airports are designed.                                                                                            | En construcción       | En construcción |
| 908 | Turkey's Mammoth Hydropower Dam      | 2011-07-09 | Crews are now carving out Turkey's largest construction site in the country's most challenging terrain by building one of the tallest and strongest dams ever made, the Deriner Dam.                                                                                      | En construcción       | En construcción |